# جبران (حرض)

تعديل مصدري - تعديل

جبران هي إحدى قرى عزلة العتنة بمديرية حرض التابعة لمحافظة حجة، بلغ تعداد سكانها 739 نسمة حسب تعداد اليمن لعام 2004.